# Michail Romanowitsch Perlman
Michail Romanowitsch Perlman (russisch Михаил Романович Перльман; * 21. März 1923 in Moskau; † 8. August 2002 ebenda), je nach Quelle auch Michail Perelman, war ein sowjetischer Turner aus Russland.

## Erfolge
Michail Perlman, der für ZSKA Moskau turnte, nahm an den Olympischen Spielen 1952 in Helsinki teil. Am Pauschenpferd verpasste er als Viertplatzierter knapp einen Medaillengewinn. Im Einzelmehrkampf belegte er den elften Rang, an den Ringen Platz 13. Am Barren schloss er den Wettkampf auf einem geteilten Rang 15 ab, am Reck auf einem geteilten 29. Platz, am Boden auf einem geteilten Rang 41 und am Sprung auf einem geteilten 65. Platz. Sein bestes Resultat gelang ihm Mannschaftsmehrkampf. Zusammen mit Iossif Berdijew, Jewgeni Korolkow, Dmytro Leonkin, Walentin Muratow, Wladimir Beljakow, Hrant Schahinjan und Wiktor Tschukarin erzielte er mit 574,40 Punkten den Bestwert des Wettkampfes und erhielt als Olympiasieger die Goldmedaille.